# Wild and exciting
Wild and exciting is een single van Earth & Fire. Het is de derde single afkomstig van hun album Earth and Fire.
De eerste personeelswisseling heeft zich dan al voorgedaan. Cees Kalis, drummer van het eerste uur, wilde geen leven in de muziek en schoof vriend Ton van der Kleij naar voren als zijn opvolger. Net als de voorlopers Seasons en Ruby is the one haalde het hoge verkoopcijfers in Nederland en redelijke in België.

## Hitnotering
Alarmschijf

### Nederlandse Top 40
| Positie: | 23 | 13 | 9 | 5 | 5 | 8 | 14 | 27 | 38 | uit |

### NederlandseDaverende 30
| Positie: | 24 | 18 | 9 | 6 | 6 | 5 | 11 | 20 | uit |

### BelgischeBRT Top 30
| Positie: | 25 | 20 | 19 | 23 | 30 | uit |

### Voorloper VlaamseUltratop 50
| Positie: | 30 | 27 | 21 | 24 | 24 | uit |